# Сурмава, Котэ Владимирович
Котэ Владимирович Сурмава (24 января 1927 — 23 февраля 2008) — советский и грузинский режиссёр театра и кино, сценарист, театральный педагог. Заслуженный деятель искусств Грузинской ССР (1967).

## Биография
Родился в Тбилиси.
В 1952 окончил режиссёрский факультет Тбилисского театрального института. Педагог, доцент (1978) этого института.
В 1954—1961 — режиссёр, главный режиссёр (1970—1972) Тбилисского ТЮЗа.
В 1963—1970 — режиссёр Тбилисского русского театра им. А. Грибоедова. Один из создателей Театра-студии киноактера при к/ст «Грузия-фильм». Режиссёр ряда спектаклей в театрах Киева, Одессы.
Заслуженный деятель искусств Грузинской ССР (1967).

## Фильмография

### Режиссёрские работы
- 1963 — Омар Джохадзе
- 1968 — Мальчик и птичка
- 1980 — Новые приключения муравья и блохи
- 1982 — Примите вызов, сеньоры!

### Сценарии
- 1982 — Примите вызов, сеньоры!